# Ontmoetingskerk (Middelburg)
De Ontmoetingskerk is een protestants kerkgebouw aan de Oosterscheldestraat in de Nederlandse stad Middelburg. Het kerkgebouw werd in 1963 in gebruik genomen door de Hervormde gemeente en verving de Kerk 't Zand. Door groei van de gemeente is de Ontmoetingskerk te klein geworden en in 2017 werd besloten om elders in Middelburg een nieuwe kerk te bouwen.

## Geschiedenis
In 1954 ontstonden de eerste plannen voor een nieuw kerkgebouw toen bleek dat het toenmalige kerkgebouw niet meer voldeed. Het duurde nog zeven jaar voordat er begonnen werd aan de bouw van een nieuwe kerk in 1961, aan de Oosterscheldestraat. Op 3 maart 1963 werd de kerk in gebruik genomen. In 2000 werden de kerkzaal en verscheidene aanliggende ruimtes gerenoveerd en de ingang werd aangepast. In 2012 werd ook nog de kelder gerenoveerd die ontwikkeld is tot een ruimte voor jongeren.
In 1912 werd er in Middelburg een afdeling van de Gereformeerde Bond binnen de Hervormde Kerk gesticht. De afdeling had relatief weinig leden. Vanaf 1950 werden enkele malen per jaar diensten gehouden onder de verantwoordelijkheid van de Hervormde Kerk. Toen het aantal leden vanaf 1970 snel toenam werden er steeds meer diensten gehouden. Doordat de samenwerking tussen de groeiende Bond en de Hervormde Kerk niet vlekkeloos verliep vroeg de Centrale Kerkenraad van Middelburg aan de Generale Synode van de Hervormde Kerk om een buitengewone wijkgemeente voor de Gereformeerde Bond te stichten. De eerste aanvraag hiervoor kwam uit 1984, goedkeuring werd gegeven in 1987. In 1988 kreeg de gemeente met dominee Trouwborst haar eerste eigen predikant. In 1997 werd de Ontmoetingskerk aangewezen als vast kerkgebouw voor deze 'buitengewone wijkgemeente Gereformeerde Bond'. Vanaf april 2004 maakt de kerk deel uit van de Protestantse Gemeente Middelburg die ontstaan is vanuit het Samen op Weg-proces. Vanaf mei kreeg de wijkgemeente de status 'Protestantse wijkgemeente van bijzondere aard'.
Doordat het ledenaantal van de gemeente bleef groeien en de faciliteiten van de Ontmoetingskerk niet meer voldeden werd er in de periode 2016-2017 onderzoek gedaan naar mogelijke oplossingen. Op basis hiervan werd besloten om een nieuwe kerk te laten bouwen op een geschikte locatie in Middelburg. In december 2019 werd met de gemeente Middelburg een overeenstemming bereikt over de aankoop van een perceel aan de Sandberglaan in de Middelburgse wijk Griffioen. Een ontwerp voor het nieuw te bouwen kerkgebouw werd gemaakt door architectenbureau Born B.V. uit Sommelsdijk.

## Kerkgebouw
Het kerkgebouw werd ontworpen door architectenbureau irs. Rothuizen en 't Hooft N.V. Oorspronkelijk waren er in de kerk 642 zitplaatsen gecreëerd, uitbreidbaar tot 700 plaatsen. Doordat het kerkbestuur streefde naar een rustig gebouw werd enkel op de achterwand een decoratie aangebracht, ontworpen door de Middelburgse kunstenaar Piet Rijken. Op de preekstoel werd een mozaïek van Italiaans glas aangebracht, naar een ontwerp van Theo Linneman uit Amsterdam.
In 1963 werd er tijdelijk een positief in de kerk geplaatst door de firma Gebr. Van Vulpen. Deze werd in 1972 verkocht aan de Taborkerk in Purmerend. In datzelfde jaar plaatste Van Vulpen een nieuw orgel in de kerk.